# Опанасюк Віталій Віталійович
Віталій Віталійович Опанасюк (нар. 9 листопада 1974, Київ) — український економіст, науковець, громадський діяч, меценат, кандидат економічних наук, доктор філософії, викладач, дослідник демографічних викликів України.

## Біографія

### Освіта та рання діяльність
Віталій Опанасюк народився 9 листопада 1974 року в місті Києві. Закінчив середню школу №94, Київське суворовське військове училище, Київське загальновійськове училище та Одеський інститут сухопутних військ.
Економічну освіту здобув у Міжрегіональній академії управління персоналом. Магістратуру проходив у Київському політехнічному інституті ім. Ігоря Сікорського спільно з МАУП.
У 2005 році захистив дисертацію на тему «Становлення та особливості розвитку венчурного капіталу» у КНУ ім. Тараса Шевченка. У 2007 здобув ступінь доктора філософії з економіки.

### Наукова кар'єра та викладацька діяльність
Основний напрям досліджень — демографічна ситуація в Україні та шляхи її поліпшення. Із 2016 року викладає в українських університетах, зокрема в Київському міжнародному університеті, де працює доцентом.
Автор понад 30 наукових публікацій, присвячених економіці, венчурному капіталу, соціальним інноваціям.
- ORCID: orcid.org/0000-0001-6569-9738
- Google Scholar: scholar.google.com.ua

### Участь в обороні України
У 2014 році приєднався до добровольчого підрозділу, захищаючи Україну від російської агресії.

## Громадська та меценатська діяльність
З 2014 року — член Ротарі-клубу «Київ Софія», де активно підтримує:
- цивільне населення, постраждале від війни,
- ДСНС України,
- Збройні сили України.

- Ротарі Клуб Київ-Софія

## Розвиток спорту
У 2012 році став співзасновником ГО «Футбольний клуб Гріффін», що розвиває аматорський футбол в Україні та Молдові. Клуб неодноразово перемагав у чемпіонатах Києва, України, Європи з пляжного футболу, мініфутболу, футзалу.
- ФК Гріффін, Україна
- ФК Гріффін, Молдова

## Нагороди та відзнаки
- Медаль II ступеня за внесок у розвиток спорту (Міністерство молоді та спорту України)
- Медаль за боротьбу з COVID-19 (МОЗ України)
- Диплом МВС України — за допомогу в організації безпеки в Голосіївському районі Києва
- Відзнака КМДА — за активну громадську діяльність і підтримку спорту

## Бізнес
- www.griffin.ua
- www.griffin.md
- www.unitcatering.com.ua